# Castlefest

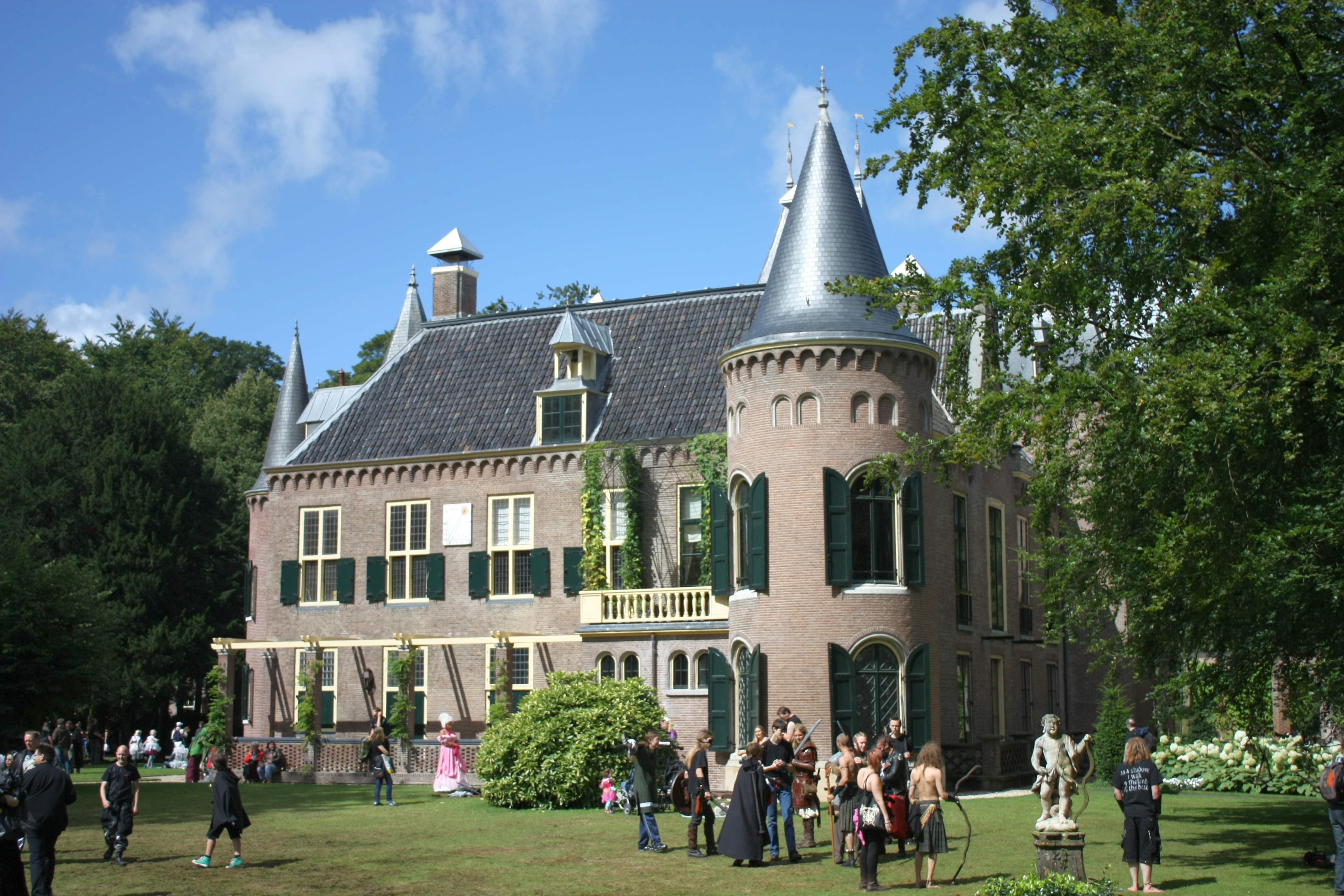
Castelo Keukenhof durante o Castlefest 2011

Castlefest é um festival medieval/fantasia na Holanda, realizado nos jardins do Castelo Keukenhof em Lisse desde 2005.

## História
Durante a primeira edição em 2005, 3.500 visitantes compareceram ao evento; em 2007, o festival atraiu 16.000 visitantes e, em 2011, mais de 24.000 pessoas passaram pelos portões do Castlefest. Em agosto de 2015, o festival atraiu um número recorde de 35.000 visitantes. Na 14ª edição, em 2018, mais de 40 mil pessoas compareceram ao festival. Devido à pandemia de COVID-19 na Holanda, as edições de 2020 e 2021 foram canceladas. A edição de 2020 foi substituída por um evento online de três dias com música e convidados, e a estação de televisão regional Omroep West transmitiu um programa que relembra a edição de 2019.
Junto com o Wave-Gotik-Treffen em Leipzig, Alemanha, o Castlefest desempenhou um papel importante no estabelecimento de uma comunidade de música neopagã na Europa.

## Atividades

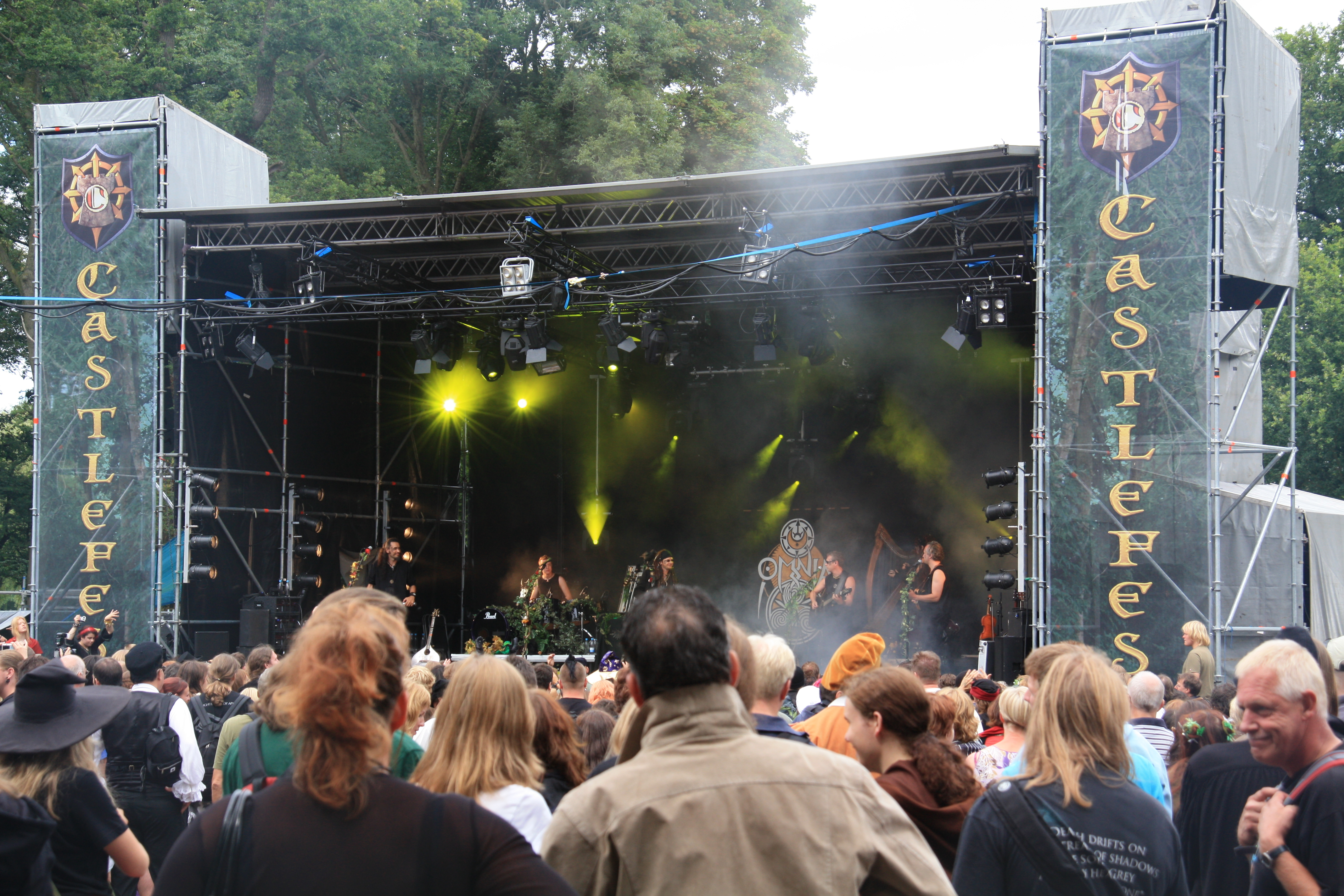
Omnia se apresentando no Castlefest 2009

O Castlefest é realizado no primeiro fim de semana de agosto nos jardins do Castelo Keukenhof em Lisse, na Holanda. Acontece durante três dias: sexta-feira, sábado e domingo, com um concerto de abertura na quinta-feira (desde 2011). Há várias bandas folk e neomedievais se apresentando todo ano no festival. Além da música, há oficinas, barracas com comidas e bebidas medievais, danças medievais e escritores de literatura fantástica presentes. O festival é baseado na festa celta de Lughnasadh e a noite de sábado é a Noite Pagã (mais famosa pela queima de vime a cada ano).

## Links externos
- Site oficial
- (em neerlandês) Castlefest 2011 no Fok!nieuws